# Ixora kerrii
Ixora kerrii är en måreväxtart som beskrevs av William Grant Craib. Ixora kerrii ingår i släktet Ixora och familjen måreväxter. Inga underarter finns listade i Catalogue of Life.